# Jeux olympiques d'été de 1988
Pour les articles homonymes, voir Jeux olympiques de 1988.
Les Jeux olympiques d'été de 1988, officiellement appelés Jeux de la XXIVe olympiade de l'ère moderne, ont été célébrés du 17 septembre au 2 octobre 1988 à Séoul, en Corée du Sud. Pour la deuxième fois après Tokyo en 1964, le continent asiatique est l'hôte de Jeux d'été.
Ces Jeux olympiques de 1988 furent marqués par le boycott de la Corée du Nord, qui souhaitait être impliquée dans l'organisation au même titre que sa « sœur-ennemie » du sud. Mais l'événement qui marqua les esprits fut le contrôle positif pour dopage du sprinter canadien Ben Johnson après sa victoire sur 100 mètres en athlétisme.
159 nations et 8 391 athlètes (dont 2 194 femmes) prirent part à 237 épreuves dans 23 sports, dont le tennis et le tennis de table qui furent inscrits officiellement au programme de ces Jeux de Séoul.

## Élection de la ville hôte
Le Comité international olympique confie l'organisation des Jeux olympiques d'été de 1988 à la ville de Séoul au cours de la 84e session du 30 septembre 1981 à Baden-Baden. La capitale de la Corée du Sud est préférée à la ville de Nagoya par 52 voix contre 27.
| Villes | Pays         | Voix |
| Séoul  | Corée du Sud | 52   |
| Nagoya | Japon        | 27   |

## Emblèmes
Le logo officiel des Jeux de Séoul 1988 représente le taegeuk, motif traditionnel symbole du peuple coréen. Ce symbole a pour signification la réunion des peuples du monde entier à l'occasion des Jeux olympiques, mais également la progression vers la paix mondiale. Il est accompagné des cinq anneaux olympiques.
La mascotte olympique se nomme « Hodori le Tigre ». Cet animal traditionnel du continent asiatique est présent dans de nombreuses légendes coréennes. Les créateurs ont voulu lui donner une apparence amicale et sympathique.
L'emblème des jeux est dessiné sur la torche olympique au sommet de laquelle figure l'inscription 
« Games of the XXIVth Olympiad Seoul 1988 » (Jeux de la 24e olympiade Séoul 1988).

## Sites olympiques
Parc olympique :
- Stade olympique de Séoul[4] : Cérémonies, Athlétisme, Équitation, Football (finales)
- Piscine olympique Jamsil : Natation, Plongeon
- Gymnase de Jamsil : Basket-ball
- Gymnase des étudiants de Jamsil : Boxe
- Stade de Baseball de Jamsil : baseball
- Vélodrome olympique : Cyclisme
- Gymnase olympique : Haltérophilie, Escrime
- Arène olympique de gymnastique (en) : Gymnastique, Handball (finales)
- Centre de tennis olympique : Tennis
- Mongchon Tosong : Pentathlon moderne

Sites dans la ville de Séoul :
- Parc équestre : Équitation
- Centre nautique Han River : Aviron, Canoë-kayak
- Salles des sports Saemaul : Volley-ball
- Gymnase universitaire Hanyang : Volley-ball
- Gymnase Changchung : Judo, Taekwondo
- Gymnase national universitaire : Tennis de table, Badminton (en démonstration)
- Stade Dongdaemun : Football
- Centre archer Hwarang : Tir à l'arc
- Centre international de tir Taenung : Tir

Sites à l'extérieur de Séoul :
- Gymnase Sangmu , Seongnam : Lutte
- Les villes de Daejeon, Daegu, Pusan et Gwangju ont accueilli des matchs du tournoi olympique de Football.
- Gymnase de Suwon (en) : Handball
- Stade de Seongnam : Hockey sur gazon
- Busan Yachting Center, Busan : Voile

## Cérémonie d'ouverture

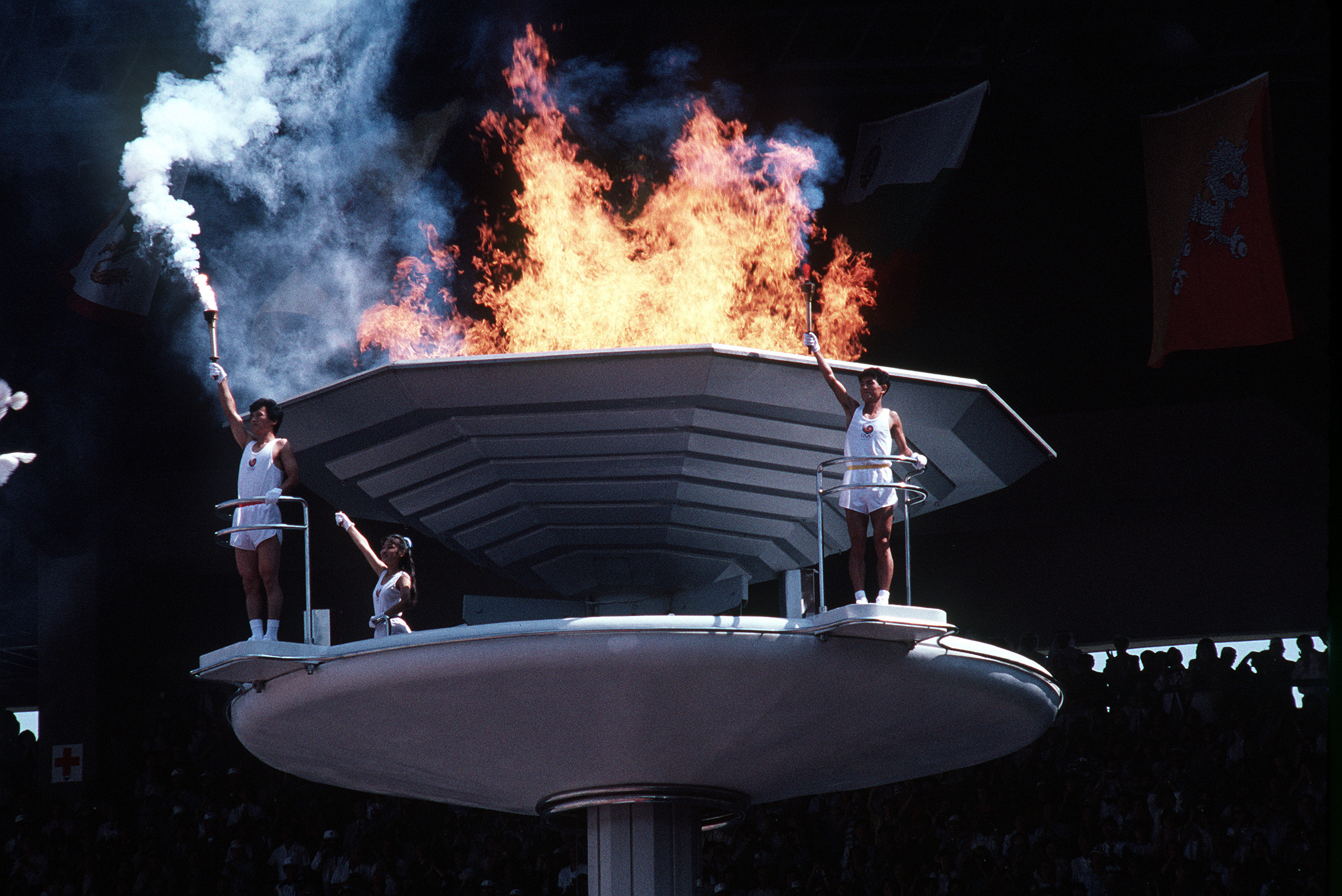
Allumage de la vasque.

La cérémonie d'ouverture se déroule au stade olympique de Séoul le 17 septembre 1988 sous les yeux de Roh Tae-woo, président de la Corée du Sud, de sa femme Kim Ok-suk et de Juan Antonio Samaranch, président du Comité international olympique.
Les derniers porteurs de la flamme olympique sont trois athlètes coréens : Chong Son-man, Kim Won-tak et Son Mi-jong. Le serment olympique est formulé par Hur Jae, basketteur et Son Mi-na, handballeur.
Depuis les JO de Séoul il n'y a plus de vrai lâcher de colombes (souvent remplacé par des effets visuels rappelant ce symbole de la liberté) pendant les cérémonies d'ouverture. En effet, les colombes lâchées à Séoul se sont posées sur la vasque olympique et certaines ont été brulées au moment de l'allumage de la flamme olympique car les athlètes, légèrement en contrebas, ne les ont pas vues.

## Jeu de démonstration
Les jeux olympiques de Séoul ont été une façon de faire connaître le taekwondo au monde entier. En effet, le taekwondo était alors sport de démonstration.
Des milliers de ceintures noires coréennes avec la coupe au bol ont effectué un enchaînement de mouvements de base ainsi que de casse de planches de façon synchronisée.
Un événement qui marquera à jamais l'histoire du taekwondo aujourd'hui sport olympique.

## La disqualification pour dopage de l'athlète Ben Johnson
Le 24 septembre 1988, le canadien Ben Johnson remporte l’épreuve reine des jeux, le 100 mètres en devançant l'américain Carl Lewis dans le temps de 9 s 79, établissant pour l’occasion un nouveau record du monde.
Deux jours plus tard, la commission médicale du Comité international olympique annonce que des résidus d’un stéroïde anabolisant du type "stanozolol", produit interdit, ont été découverts dans les urines de l’athlète canadien. La contre expertise effectuée sur l’échantillon "B" confirmera le dopage de Ben Johnson.
Trois jours, plus tard, le CIO disqualifie le canadien pour dopage aux anabolisants et l’oblige à rendre sa médaille. L’IAAF annule quant à lui son record du monde, mais surtout frappe le sprinter canadien d’une suspension de deux ans de toute compétition. La nouvelle fait le tour de la planète : jamais un athlète d'une telle stature n'avait été reconnu coupable de dopage.
Dans ses premières déclarations, Ben Johnson réfute toute tricherie et déclare : « C'était mon urine. Mais ce qu'ils ont trouvé dedans a été ajouté » . Quelques années plus tard, Johnson fera des aveux complets et accusera ses anciens rivaux de cette fameuse course de Séoul, dont Carl Lewis, de s’être également dopés.
Après une suspension de deux ans, Ben Johnson tenta un retour à la compétition mais fut de nouveau contrôlé positif, à la testostérone cette fois. Il sera radié à vie.

## Boycott de la Corée du Nord
Après une série de trois boycottages consécutifs (Montréal, Moscou et Los Angeles), les Jeux olympiques de 1988 sont à leur tour désertés par une poignée de pays, communistes pour la plupart, et n’ayant pas de relations diplomatiques avec Séoul.
En 1985, la Corée du Nord, ennemie de son homologue du sud, demande au Comité international olympique un partage équitable des jeux, en organisant des compétitions dans l’ensemble de la Corée, et en ne faisant concourir qu'une seule délégation. Le CIO refuse en évoquant la carence d’infrastructures en Corée du Nord trois ans avant le début des jeux de Séoul.
La Corée du Nord décide par conséquent de boycotter ces jeux. Par solidarité, Cuba, l’Éthiopie et le Nicaragua ne feront pas le voyage à Séoul. D’autres délégations refuseront également de participer à cet événement mais pour des raisons plus obscures.
| Albanie Corée du Nord Cuba Éthiopie | Madagascar Nicaragua Seychelles |

## Nations participantes

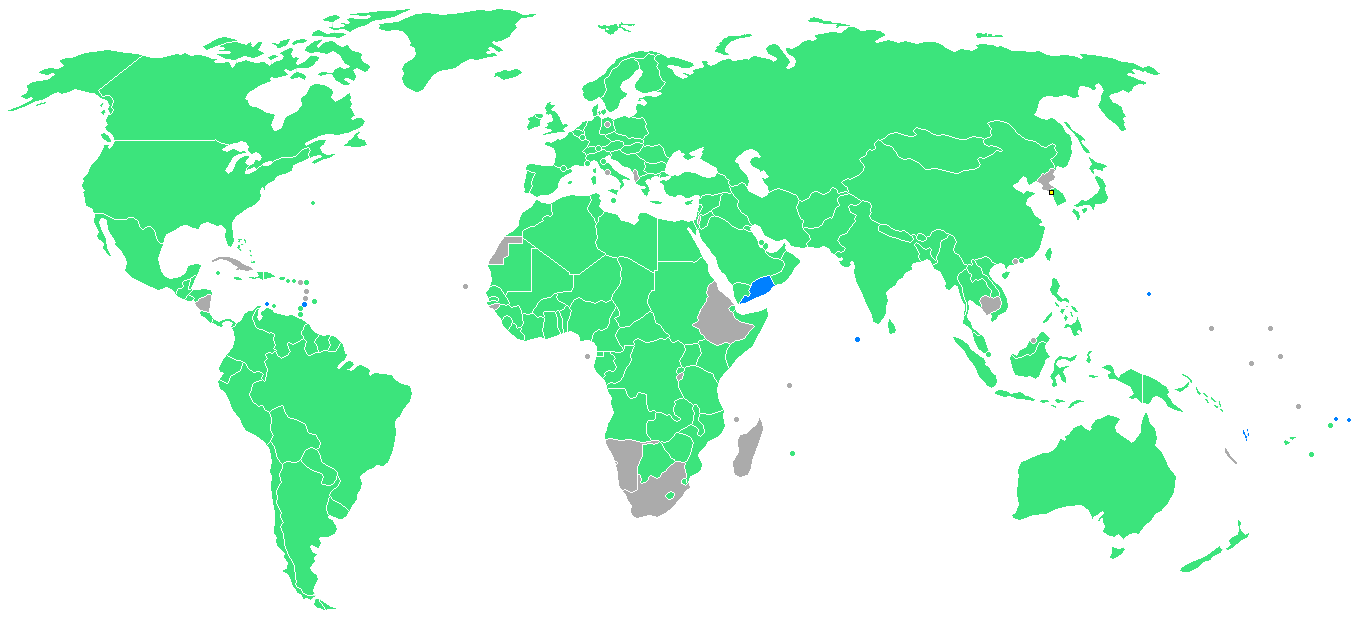
Pays participants en 1988.
Pays participant pour la première fois.
Pays ayant déjà participé.

Cent cinquante-neuf nations participèrent à ces jeux de Séoul, soit le plus grand nombre de pays depuis 1896.
Sept de ces pays ont fait leur première apparition aux Jeux olympiques : Aruba, les Îles Cook, Guam, les Maldives, les Samoa américaines, Vanuatu et la République démocratique populaire du Yémen.
L'Afrique du Sud n'est toujours pas autorisée à participer aux jeux en raison de sa politique d'apartheid.
| Afrique | Amériques | Asie | Europe | Océanie |
| - Algérie (46) - Angola (29) - Bénin (7) - Botswana (8) - Burkina Faso (6) - Cameroun (15) - République centrafricaine (16) - République du Congo (9) - Côte d'Ivoire (32) - Djibouti(7) - Égypte (54) - Gabon (3) - Gambie (7) - Ghana (18) - Guinée (8) - Guinée équatoriale (6) - Kenya (76) - Lesotho (6) - Liberia (21) - Libye (6) - Malawi (17) - Mali (6) - Maroc (27) - Maurice (8) - Mauritanie (6) - Mozambique (6) - Niger (8) - Nigeria (76) - Ouganda (25) - Rwanda (6) - Sénégal (22) - Sierra Leone (15) - Somalie (7) - Soudan (8) - Swaziland (11) - Tanzanie (10) - Tchad (6) - Togo (6) - Tunisie (41) - Zaïre (18) - Zambie (31) - Zimbabwe (31) | - Antigua-et-Barbuda (16) - Antilles néerlandaises (3) - Argentine (25) - Aruba (8) - Bahamas (17) - Barbade (17) - Belize (10) - Bermudes (13) - Bolivie (7) - Brésil (160) - Îles Caïmans (8) - Canada (328) - Chili (18) - Colombie (26) - Costa Rica (16) - Équateur (26) - États-Unis (615) - Grenade (6) - Guatemala (30) - Guyana (8) - Haïti (4) - Honduras (7) - Îles Vierges des États-Unis (26) - Îles Vierges britanniques (3) - Jamaïque (35) - Mexique (83) - Panama (6) - Paraguay (1) - Pérou (22) - Porto Rico (70) - République dominicaine (16) - Saint-Vincent-et-les-Grenadines (7) - Salvador (6) - Suriname (6) - Trinité-et-Tobago (6) - Uruguay (14) - Venezuela (18) | - Afghanistan (5) - Arabie saoudite (14) - Bahreïn (11) - Bangladesh (6) - Bhoutan (3) - Birmanie (2) - Brunei - Chine (273) - Corée du Sud (401) - Émirats arabes unis (12) - Hong Kong (48) - Inde (46) - Indonésie (31) - Irak (31) - Iran (27) - Japon (255) - Jordanie (9) - Koweït (31) - Laos (6) - Liban (8) - Malaisie (13) - Maldives (7) - Mongolie (28) - Népal (18) - Oman (13) - Pakistan (31) - Philippines (33) - Qatar (12) - Singapour (8) - Sri Lanka (6) - Syrie (16) - Taipei chinois (90) - Thaïlande (16) - Viêt Nam (10) - Yémen du Nord (11) - Yémen du Sud (8) | - Allemagne de l'Est (259) - Allemagne de l'Ouest (347) - Andorre (3) - Autriche (73) - Belgique (59) - Bulgarie (171) - Chypre (9) - Danemark (78) - Espagne (229) - Finlande (79) - France (266) - Grande-Bretagne (345) - Grèce (58) - Hongrie (188) - Irlande (65) - Islande (32) - Israël (19) - Italie (253) - Liechtenstein (12) - Luxembourg (8) - Malte (9) - Monaco (9) - Norvège (69) - Pays-Bas (147) - Pologne (143) - Portugal (65) - Roumanie (68) - Saint-Marin (11) - Suède (185) - Suisse (99) - Tchécoslovaquie (163) - Turquie (41) - Union soviétique (481) - Yougoslavie (157) | - Australie (295) - Îles Cook (6) - Fidji (24) - Guam (20) - Nouvelle-Zélande (93) - Papouasie-Nouvelle-Guinée (12) - Îles Salomon (7) - Samoa (11) - Samoa américaines (3) - Tonga (6) - Vanuatu (6) |
| 41 pays | 37 pays | 36 pays | 34 pays | 11 pays |

## Compétition

### Sports et résultats
Soixante quatre ans après, le tennis redevient une discipline olympique officielle. Par ailleurs, le tennis de table est disputé pour la première fois aux jeux. Au total, ce sont 23 sports et 
237 épreuves qui figurent au programme des Jeux olympiques de Séoul.
Six sports sont en démonstration : le badminton, le baseball et le taekwondo, bowling, course en fauteuil roulant et judo (femmes) 
| - Athlétisme (42) - Aviron (14) - Basket-ball (2) - Boxe (12) - Canoë-kayak (12) - Cyclisme (9) - Équitation (6) - Escrime (8) - Football (1) | - Gymnastique (15) - Haltérophilie (10) - Handball (2) - Hockey sur gazon (2) - Judo (7) - Lutte (20) - Pentathlon moderne (2) - Tennis (4) - Tennis de table (4) | - Sports aquatiques Natation (31) Natation synchronisée (2) Plongeon (4) Water-polo (1) - Tir (13) - Tir à l'arc (4) - Voile (8) - Volley-ball (2) |

### Faits marquants
Athlétisme

Résultats détaillés

Florence Griffith-Joyner félicitée par Ronald Reagan après ses exploits de Séoul.

Après la disqualification de Ben Johnson sur 100m, l'américain Carl Lewis remporte trois médailles (2 d'or et une d'argent). Sa compatriote Florence Griffith-Joyner domine les épreuves de sprint avec trois médailles d'or (100m, 200m, relais 4 × 100m) et une médaille d'argent (relais 4 × 400m).
Aviron

Résultats détaillés

Basket-ball

Résultats détaillés

Comme aux jeux de 1972, les États-Unis perdent le titre olympique  face à l'URSS.
Boxe

Résultats détaillés

Canoë-kayak

Résultats détaillés

Cyclisme

Résultats détaillés

Christa Luding-Rothenburger, également patineuse de vitesse, obtint une médaille d’argent en cyclisme, devenant ainsi la seule athlète de l'histoire à remporter, la même année, une médaille aux Jeux d'hiver et aux Jeux d'été.
Équitation

Résultats détaillés

Pour la première fois, toutes les médailles du concours de dressage sont remportées par des femmes.
Escrime

Résultats détaillés

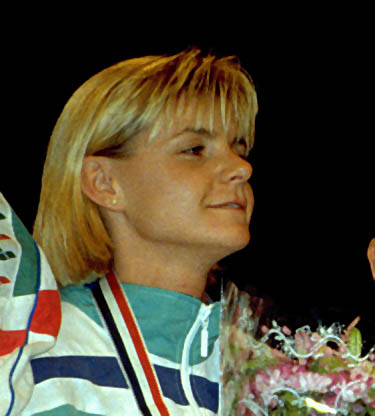
L'escrimeuse allemande Anja Fichtel-Mauritz.

L'Ouest-allemande Anja Fichtel-Mauritz remporte deux médailles d'or au fleuret.
Football

Résultats détaillés

Gymnastique

Résultats détaillés

Chez les hommes, les Soviétiques remportent sept des huit médailles d'or en jeu. Vladimir Artemov en gagne quatre et son coéquipier Dimitri Bilozertchev trois. Côté féminin, Yelena Shushunova (URSS), décroche quatre médailles, dont deux d'or.
Haltérophilie

Résultats détaillés

Le turc Naim Süleymanoğlu remporte la médaille d'or en soulevant 190 kg à l'épaulé-jeté soit trois fois son poids.
Handball

Résultats détaillés

Hockey sur gazon

Résultats détaillés

Judo

Résultats détaillés

Lutte

Résultats détaillés

Natation

| Épreuve                     | Temps         |
| --------------------------- | ------------- |
| 50 m nage libre             | 25 s 49       |
| 100 m nage libre            | 54 s 93       |
| 100 m dos                   | 1 min 00 s 89 |
| 100 m papillon              | 59 s 00       |
| Relais 4 × 100 m nage libre | 3 min 40 s 83 |
| Relais 4 × 100 m 4 nages    | 4 min 03 s 74 |

Résultats détaillés

A l'égal de Mark Spitz 16 ans plus tôt à Munich, la nageuse est-allemande Kristin Otto entre dans l'histoire en étant la première sportive à remporter 6 médailles d'or en natation sur une seule olympiade. Privée des jeux de Los Angeles en 1984 pour cause de boycott de la RDA, Kristin Otto, grande nageuse de 1,85m, arrive à Séoul avec un palmarès international impressionnant. A seulement 20 ans, elle remporte six courses dont quatre individuelles. Fait rare, elle s'impose sur trois techniques de nage différentes (le crawl, le dos et le papillon). Son exploit lors des Jeux olympiques de 1988 la consacra comme une des nageuses les plus complètes de tous les temps.
L'Américain Matt Biondi remporte sept médailles, dont cinq d'or. Sa compatriote Janet Evans, âgée de 16 ans, décroche l'or sur 400m et 800m nage libre. Le Hongrois Tamás Darnyi réalise le doublé sur 200m et 400m quatre nages.
Pentathlon moderne

Résultats détaillés

Plongeon

Résultats détaillés

L'Américain Greg Louganis remporte deux médailles d'or en tremplin et en haut vol malgré un accident survenu lors des qualifications où il heurte la tête contre le plongeoir et se fait une légère entaille.
Tennis

Résultats détaillés

Le retour du tennis aux Jeux est marqué par l'exploit de l'allemande Steffi Graf qui conclut sa saison de tennis en décrochant l'or olympique. En 1988, elle remporta les quatre titres du Grand Chelem.
Tennis de table

Résultats détaillés

Tir

Résultats détaillés

Tir à l'arc

Résultats détaillés

Voile

Résultats détaillés

Volley-ball

Résultats détaillés

### Records de médailles
| Athlète                  | Pays               | Sport       | Médaille d'or, Jeux olympiques | Médaille d'argent, Jeux olympiques | Médaille de bronze, Jeux olympiques | Total |
| Kristin Otto             | Allemagne de l'Est | Natation    | 6                              | 0                                  | 0                                   | 6     |
| Matt Biondi              | États-Unis         | Natation    | 5                              | 1                                  | 1                                   | 7     |
| Vladimir Artemov         | Union soviétique   | Gymnastique | 4                              | 1                                  | 1                                   | 6     |
| Daniela Silivaș          | Roumanie           | Gymnastique | 3                              | 2                                  | 1                                   | 6     |
| Florence Griffith-Joyner | États-Unis         | Athlétisme  | 3                              | 1                                  | 0                                   | 4     |
| Dmitriy Bilozerchev      | Union soviétique   | Gymnastique | 3                              | 0                                  | 1                                   | 4     |

### Tableau des médailles
Pour la première fois depuis 1976, les trois grandes nations sportives étaient réunies. L'URSS remporta 132 médailles dont 55 d'or, devançant la RDA (102 médailles) et les États-Unis (94). La Corée du Sud obtient 33 médailles. Ce bilan doit être mis en corrélation avec le programme coréen de développement des athlètes qui a précédé les Jeux olympiques. Par ailleurs, de fortes récompenses financières furent promises à tous les médaillés coréens.
| Rang  | Pays                        | Médaille d'or, Jeux olympiques | Médaille d'argent, Jeux olympiques | Médaille de bronze, Jeux olympiques | Total |
| 1     | Union soviétique            | 55                             | 31                                 | 46                                  | 132   |
| 2     | Allemagne de l'Est          | 37                             | 35                                 | 30                                  | 102   |
| 3     | États-Unis                  | 36                             | 31                                 | 27                                  | 94    |
| 4     | Corée du Sud                | 12                             | 10                                 | 11                                  | 33    |
| 5     | Allemagne de l'Ouest        | 11                             | 14                                 | 15                                  | 40    |
| 6     | Hongrie                     | 11                             | 6                                  | 6                                   | 23    |
| 7     | Bulgarie                    | 10                             | 12                                 | 13                                  | 35    |
| 8     | Roumanie                    | 7                              | 11                                 | 6                                   | 24    |
| 9     | France                      | 6                              | 4                                  | 6                                   | 16    |
| 10    | Italie                      | 6                              | 4                                  | 4                                   | 14    |
| 11    | Chine                       | 5                              | 11                                 | 12                                  | 28    |
| 12    | Royaume-Uni                 | 5                              | 10                                 | 9                                   | 24    |
| 13    | Kenya                       | 5                              | 2                                  | 2                                   | 9     |
| 14    | Japon                       | 4                              | 3                                  | 7                                   | 14    |
| 15    | Australie                   | 3                              | 6                                  | 5                                   | 14    |
| 16    | Yougoslavie                 | 3                              | 4                                  | 5                                   | 12    |
| 17    | Tchécoslovaquie             | 3                              | 3                                  | 2                                   | 8     |
| 18    | Nouvelle-Zélande            | 3                              | 2                                  | 8                                   | 13    |
| 19    | Canada                      | 3                              | 2                                  | 5                                   | 10    |
| 20    | Pologne                     | 2                              | 5                                  | 9                                   | 16    |
| 21    | Norvège                     | 2                              | 3                                  | 0                                   | 5     |
| 22    | Pays-Bas                    | 2                              | 2                                  | 5                                   | 9     |
| 23    | Danemark                    | 2                              | 1                                  | 1                                   | 4     |
| 24    | Brésil                      | 1                              | 2                                  | 3                                   | 6     |
| 25    | Finlande                    | 1                              | 1                                  | 2                                   | 4     |
| 25    | Espagne                     | 1                              | 1                                  | 2                                   | 4     |
| 27    | Turquie                     | 1                              | 1                                  | 0                                   | 2     |
| 28    | Maroc                       | 1                              | 0                                  | 2                                   | 3     |
| 29    | Autriche                    | 1                              | 0                                  | 0                                   | 1     |
| 29    | Portugal                    | 1                              | 0                                  | 0                                   | 1     |
| 29    | Suriname                    | 1                              | 0                                  | 0                                   | 1     |
| 32    | Suède                       | 0                              | 4                                  | 7                                   | 11    |
| 33    | Suisse                      | 0                              | 2                                  | 2                                   | 4     |
| 34    | Jamaïque                    | 0                              | 2                                  | 0                                   | 2     |
| 35    | Argentine                   | 0                              | 1                                  | 1                                   | 2     |
| 36    | Chili                       | 0                              | 1                                  | 0                                   | 1     |
| 36    | Costa Rica                  | 0                              | 1                                  | 0                                   | 1     |
| 36    | Indonésie                   | 0                              | 1                                  | 0                                   | 1     |
| 36    | Iran                        | 0                              | 1                                  | 0                                   | 1     |
| 36    | Antilles néerlandaises      | 0                              | 1                                  | 0                                   | 1     |
| 36    | Pérou                       | 0                              | 1                                  | 0                                   | 1     |
| 36    | Sénégal                     | 0                              | 1                                  | 0                                   | 1     |
| 36    | Îles Vierges des États-Unis | 0                              | 1                                  | 0                                   | 1     |
| 44    | Belgique                    | 0                              | 0                                  | 2                                   | 2     |
| 44    | Mexique                     | 0                              | 0                                  | 2                                   | 2     |
| 46    | Colombie                    | 0                              | 0                                  | 1                                   | 1     |
| 46    | Djibouti                    | 0                              | 0                                  | 1                                   | 1     |
| 46    | Grèce                       | 0                              | 0                                  | 1                                   | 1     |
| 46    | Mongolie                    | 0                              | 0                                  | 1                                   | 1     |
| 46    | Pakistan                    | 0                              | 0                                  | 1                                   | 1     |
| 46    | Philippines                 | 0                              | 0                                  | 1                                   | 1     |
| 46    | Thaïlande                   | 0                              | 0                                  | 1                                   | 1     |
| Total | Total                       | 241                            | 234                                | 264                                 | 739   |

## Dopage
Dix cas de dopage furent décelés à l'occasion de ces jeux de Séoul. Les sportifs suivants furent disqualifiés et déchus de leur médaille éventuelle :
- Alidad (Afghanistan, Lutte) : furosémide
- Kerrith Brown (Royaume-Uni, Judo) : furosémide
- Kalman Csengeri (Hongrie, Haltérophilie) : stanozolol
- Mitko Grablev (Bulgarie, Haltérophilie) : furosémide → médaille d'or des 56 kg retirée
- Angel Guenchev (Bulgarie, Haltérophilie) : furosémide → médaille d'or des 67,5 kg retirée
- Ben Johnson (Canada, Athlétisme) : stanozolol → médaille d'or du 100m retirée
- Fernando Mariaca (Espagne, Haltérophilie) : pémoline
- Jorge Quesada (Espagne, Pentathlon moderne) : propanolol
- Andor Szanyi (Hongrie, Haltérophilie) : stanozolol → médaille d'argent des 100 kg retirée
- Alexander Watson (Australie, Pentathlon moderne) : caféine

## Controverses

### Camps de rétention pour vagabonds
Afin de donner au public une image plus positive de la Corée du Sud, les autorités font procéder aux arrestations de milliers de « vagabonds », dont beaucoup d'enfants, avant l'ouverture des jeux. Les personnes sont conduites dans des camps de rétention et soumises à des conditions de travail et de détention assimilables à de l'esclavage, selon la plupart des rapports, tant les viols et meurtres perpétrés par les gardiens s'y produisaient couramment et impunément,.

## Culture
Le groupe Ludwig von 88 fait un album sur cet événement :
- Sprint (septembre 1988) (alias SEOUL 88, Maxi 45T de huit titres)